# Mercedes-Benz W18
La sigla W18 identifica la Mercedes-Benz Typ 290, un'autovetture di fascia alta prodotta dal 1933 al 1937 dalla Casa tedesca Mercedes-Benz.

## Profilo e caratteristiche
Compito della 290 W18 era quello di sostituire la 260 Stuttgart, oramai in fase di pensionamento, proponendo un modello che puntasse verso una fascia leggermente più alta e che poteva quindi porsi anche come alternativa economica alla 380 W22, vettura prodotta solo per un anno e che avrebbe fatto da "cuscinetto" prima dell'arrivo delle famose 500K.
Telaisticamente, la 290 vantava alcune novità degne di nota, come le sospensioni a ruote indipendenti (avantreno con balestra trasversale e retrotreno a bracci oscillanti) ed i freni a tamburo idraulici sulle quattro ruote. Il cambio era manuale a 4 marce, con frizione monodisco a secco.
La vettura poteva essere prodotta in diverse varianti di carrozzeria: berlina, torpedo, limousine, cabriolet, roadster oppure come telaio nudo da carrozzare a piacimento. Addirittura era possibile averla come veicolo semi-fuoristrada per usi militari (Kübelwagen).
Nella sua carriera, la 290 è stata prodotta sia a passo normale sia a passo lungo. Inizialmente, però era disponibile solo la versione a passo normale. Tale versione era equipaggiata dal 2.9 litri M18, un motore in grado di erogare fino a 60 CV a 3200 giri/min, sufficienti per spingere la vettura a quasi 110 km/h di velocità massima.
Fu solo un anno dopo il lancio che alla versione base venne affiancata anche la 290 Lang, ossia la versione a passo lungo (sigla di progetto W18 II). Tale versione era sempre equipaggiata dal 2.9 M18, ma vantava un interasse passato dagli originali 2.88 m a ben 3.30 m, a tutto vantaggio dell'abitabilità interna. Calavano invece le prestazioni a causa della massa del corpo vettura, decisamente aumentato (da 1550 a 1850 kg).
Nel 1935, la piccola gamma 290 subì degli aggiornamenti tecnici: il motore passò da 60 a 68 CV, ma le prestazioni non ne risentirono affatto.
Nel 1937 la 290 venne tolta di produzione dopo 7495 esemplari (di cui 3929 a passo lungo): la sua erede sarebbe stata la 320 W142.